# Rosenfotad fjällskivling
Rosenfotad fjällskivling (Lepiota pseudolilacea) är en svampart som beskrevs av Huijsman 1947. Rosenfotad fjällskivling ingår i släktet Lepiota,  och familjen Agaricaceae.  Arten är reproducerande i Sverige. Inga underarter finns listade.